# آگوست کوبیزک
آگوست کوبیزک  یا آگوست کوبیتسک  (انگلیسی: August Kubizek؛ ۳ اوت ۱۸۸۸ – ۲۳ اکتبر ۱۹۵۶) یک نویسنده اهل اتریش بود.وی دوست دوران نوجوانی آدولف هیتلر بود و بر اساس خاطراتش کتابی به نام هیتلر جوانی که میشناختم  را نوشت.